# وسام الدفاع (بريطانيا)
وسام الدفاع البريطاني هو وسام عسكري بريطاني جرى إنشاؤه في مايو 1945 ليمنح للعسكريين البارزين تقديرًا للمجهود العسكري الذي قدموه للمملكة المتحدة.

## تأسيس الوسام
جرى استحداث وسام الدفاع البريطاني لأول مرة وذلك في مايو 1945؛ ليمنح للعسكريين البارزين من أفراد القوات المسلحة البريطانية والكومنولث البريطاني.

## شخصيات عربية حاصلة على الوسام
- سعادة الجلاد، جنرال وقائد عسكري فلسطيني.[3]

## معرض صور

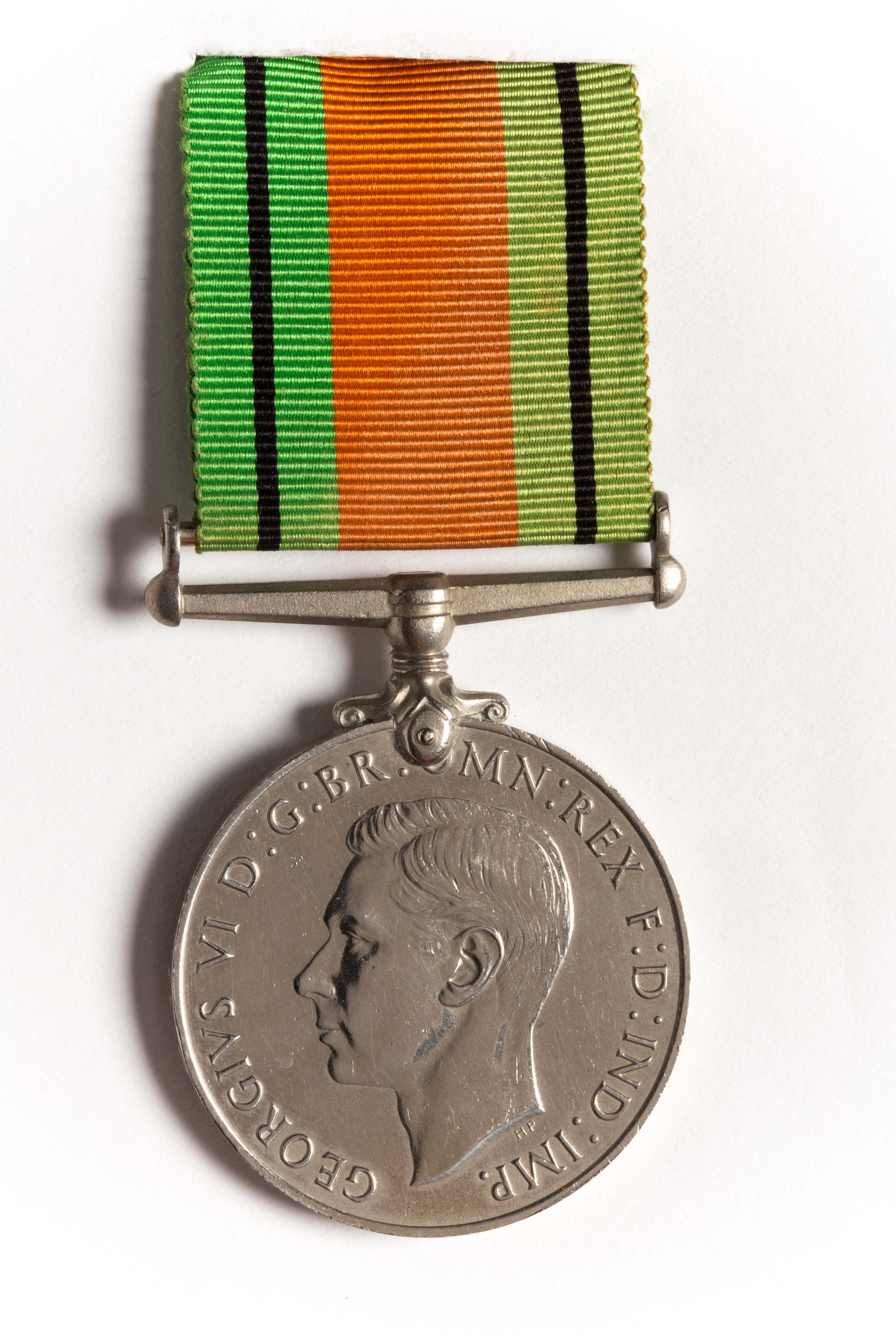
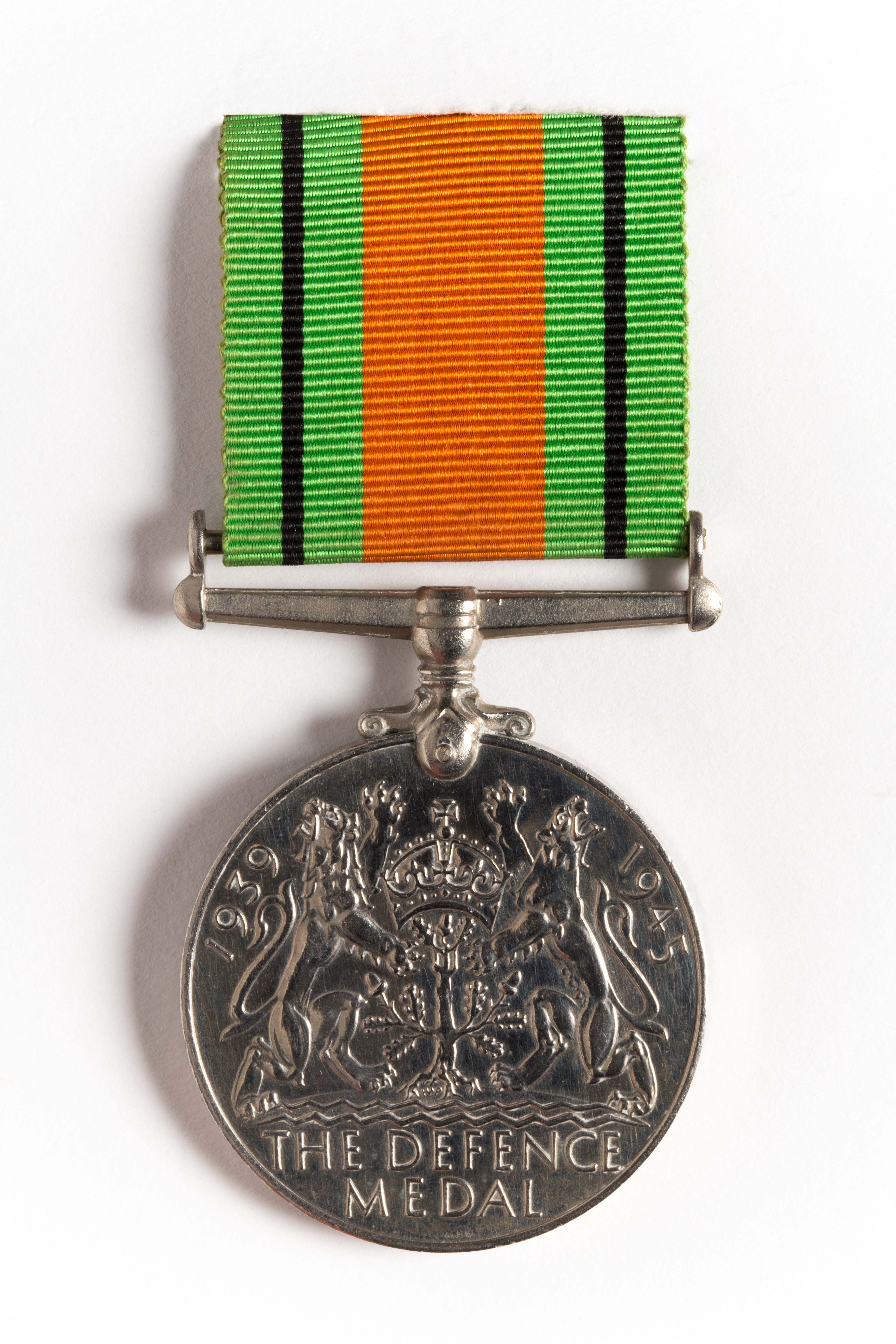